# Плам-Бранч (Південна Кароліна)
Плам-Бранч (англ. Plum Branch) — місто (англ. town) в США, в окрузі Маккормік штату Південна Кароліна. Населення — 72 особи (2020).

## Географія
Плам-Бранч розташований за координатами 33°50′53″ пн. ш. 82°15′31″ зх. д. / 33.84806° пн. ш. 82.25861° зх. д. (33.848166, -82.258745).  За даними Бюро перепису населення США в 2010 році місто мало площу 0,94 км², уся площа — суходіл.

## Демографія
Згідно з переписом 2010 року, у місті мешкали 82 особи в 35 домогосподарствах у складі 23 родин. Густота населення становила 87 осіб/км².  Було 49 помешкань (52/км²).
Расовий склад населення:
| - 72,0 % — білих - 24,4 % — чорних або афроамериканців |

До двох чи більше рас належало 3,7 %. Частка іспаномовних становила 0,0 % від усіх жителів.
За віковим діапазоном населення розподілялося таким чином: 17,1 % — особи молодші 18 років, 65,8 % — особи у віці 18—64 років, 17,1 % — особи у віці 65 років та старші. Медіана віку мешканця становила 46,3 року. На 100 осіб жіночої статі у місті припадало 115,8 чоловіків;  на 100 жінок у віці від 18 років та старших — 112,5 чоловіків також старших 18 років.
Середній дохід на одне домашнє господарство  становив 50 253 долари США (медіана — 39 688), а середній дохід на одну сім'ю — 72 959 доларів (медіана — 90 000). За межею бідності перебувало 17,0 % осіб, у тому числі 0,0 % дітей у віці до 18 років та 0,0 % осіб у віці 65 років та старших.
Цивільне працевлаштоване населення становило 59 осіб. Основні галузі зайнятості: роздрібна торгівля — 27,1 %, публічна адміністрація — 23,7 %, виробництво — 8,5 %, будівництво — 8,5 %.